# Jamie Nicholls
Jamie Nicholls (* 21. Juli 1993 in Bradford) ist ein britischer Snowboarder. Er startet in den Freestyledisziplinen.

## Werdegang
Nicholls nimmt seit 2006 an Wettbewerben der Ticket to Ride World Snowboard Tour teil. Dabei holte er in der Saison 2006/07 bei den britischen Rennserien Orange AIM Series und der British Snowboard Tour seine ersten Siege. Sein erstes FIS-Weltcuprennen bestritt er im Oktober 2008 in London, welches er auf dem 71. Platz im Big Air beendete. Im November 2008 siegte er bei der Burton AM Tour in Bispingen und in Castleford. In der Saison 2010/11 belegte er den zweiten Platz im Railjam beim Nike 6.0 Stairset Battle Tour in München, den dritten Rang im Slopestyle beim Burn River Jump in Livigno und den ersten Platz beim Ride Shakedown in Garmisch-Partenkirchen. Die Saison beendete er auf dem 26. Rang in der World Snowboard Tourgesamtwertung. Bei den Snowboard-Weltmeisterschaften 2012 in Oslo belegte er den 29. Platz im Slopestyle. Im November 2012 kam er im Slopestyle beim O'&#146;Neill Pleasure Jam in Schladming auf den dritten Platz. Bei den Snowboard-Weltmeisterschaften 2013 in Stoneham errang er den 14. Platz im Slopestyle. Bei seiner ersten Olympiateilnahme 2014 in Sotschi erreichte er den sechsten Platz im Slopestyle. Nach Platz 12 im Slopestyle beim Weltcup im Bokwang Phoenix Park in Pyeongchang und Platz vier im Slopestyle beim Spring Battle Flachauwinkl, holte er im März 2016 in Špindlerův Mlýn seinen ersten Weltcupsieg und errang zum Saisonende der Saison 2015/16 den fünften Platz im Slopestyle-Weltcup. In der Saison 2016/17 kam er bei zehn Weltcupteilnahmen dreimal unter die ersten Zehn. Dabei errang er jeweils im Slopestyle auf der Seiser Alm den zweiten und in Špindlerův Mlýn den dritten Platz und erreichte damit den 11. Platz im Freestyle-Weltcup und den zweiten Rang im Slopestyle-Weltcup. Bei den Snowboard-Weltmeisterschaften 2017 in Sierra Nevada kam er auf den 48. Platz im Big Air und auf den 36. Rang im Slopestyle. In den folgenden Jahren belegte er bei den Olympischen Winterspielen 2018 in Pyeongchang den 23. Platz im Big Air und bei den Weltmeisterschaften 2019 in Park City den 18. Rang im Slopestyle.
2010 wurde Nicholls britischer Meister auf der Halfpipe und im Slopestyle. Im März 2012 gewann er bei den britischen Meisterschaften im Slopestyle.